# Karelll
Karelll (* 13. února 1993 České Budějovice), vlastním jménem Karel Peterka, je český zpěvák, hudebník a skladatel. Je synem Karla Peterky. Vystudoval songwriting (skládání písní) na londýnské hudební škole British and Irish Modern Music Institute. V roce 2018 se jako první Čech zúčastnil mezinárodního festivalu MUSEXPO v Los Angeles.

## Život a kariéra
Vystudoval songwriting na British and Irish Modern Music Institute v Londýně. V roce 2018 se díky spolupráci s britskými producenty a skladateli Petem Kirtleym a Andy Murrym zúčastnil jako první Čech v historii mezinárodního festivalu MUSEXPO v Los Angeles. Zkušenosti získané studiem a pobytem ve Velké Británii se vrátil zužitkovat zpět do České republiky.
S Petem Kirtleym a Andy Murrym spolupracovali na písních On My Own, The Way I Love, Hear My Song a Raise My Soul. Na posledních dvou zmíněných písních se podíleli i autorsky a na pomoc si pozvali uznávaného britského autora Martina Brammera.
Singl On My Own se v roce 2018 dostal do rotace Fajn Radia, kde se stal během pár týdnů nejhranější skladbou od českého interpreta. Na pozici jedné z nehranějších skladeb se udržela přes rok. Během té doby zaznamenala úspěch i v dalších tuzemských rádiích.
V roce 2020 se se singlem At Least We've Tried dostal do nominace v národním kole Eurovision Song Contest.

## EP On My Own
V roce 2019 vyšlo jeho debutové album s názvem On My Own. Obsahovalo skladby Waves, They Let Us Down, Nobody Else a The Same Stars. Skladby Waves a The Same Stars opět zabodovaly na Fajn Radiu a několik týdnů se držely na předních příčkách hitparád.